# Mistrovství Českého svazu fotbalového 1918
Il Mistrovství Českého svazu fotbalového 1918, quinta edizione del torneo, vide il successo dell'SK Slavia.

## Středočeská župa
|   | Classifica        |
| - | ----------------- |
| 1 | Slavia Praga      |
| 2 | Sparta            |
| 3 | Vršovice          |
| 4 | Viktoria Žižkov   |
| 5 | Union Žižkov      |
| 6 | Meteor Praga VIII |
| 7 | SK Praga VII*     |
| 8 | Libeň             |
| 9 | Smíchov           |

* Con il nome SK Praha XV.

## Verdetti
- Slavia Praga Campione di Boemia 1918